# Pierre Mahias
Pour les articles homonymes, voir Mahias.
 (mai 2025).
Pierre Mahias, né le 5 juillet 1921 à Paris et mort le 10 février 2013 à Talence, est un homme politique français.

## Détail des fonctions et des mandats
- 30 novembre 1958 - 9 octobre 1962 : Député de la 3e circonscription de Loir-et-Cher